# Mečislovas Vaičys
Mečislovas Vaičys (* 28. Januar 1929 in Tartokas, Rajongemeinde Ignalina; † 16. April 2018) war ein litauischer Forstwissenschaftler und Bodenkundler.

## Leben
Vaičys wuchs in einer bäuerlichen Familie auf. Bis 1939 lebte er im von Polen okkupierten Gebiet Vilnius und sollte in der Grundschule in polnischer Sprache lernen. 1947 absolvierte Vaičys das Kazimieras-Būga-Gymnasium Zarasai und 1948 die Kurse der Waldinventorisation in Kaunas. Danach arbeitete er als Techniker. Von 1949 bis 1954 absolvierte er mit Auszeichnung das Diplomstudium des Forstwirtschaftsingenieurwesens an der Lietuvos žemės ūkio akademija bei Kaunas und arbeitete als Oberlaborant im Miškų institutas in Girionys. Von 1954 bis 1958 absolvierte er die Aspirantur am Forstinstitut Moskau der Wissenschaftsakademie der UdSSR. 1958 promovierte er über Landboden in Biologie zum Kandidaten der Wissenschaften. 1973 habilitierte Vaičys und lehrte als Professor in Kaunas. Von 1984 bis 1988 leitete er als Direktor das Lietuvos miškų institutas.

## Preise
- 1985 metų LTSR valstybinė premija